# Subaru Tribeca
Op de autoshow van Detroit in 2005 presenteerde Subaru de B9 Tribeca. Het is een 5- of 7-persoons SUV op een verlengde basis van de Subaru Legacy. De B9 Tribeca is vernoemd naar een wijk in Manhattan (New York). Het interieur van de auto is ontworpen door de Griek Andreas Zapatinas.
De Subaru B9 Tribeca is alleen geleverd met een 3.0-liter 6 cilinder-boxermotor met 250 pk.
In 2007 is het front van de Tribeca gerestyled en is de toevoeging "B9" komen te vervallen. De gerestylede Tribeca is alleen geleverd met een 3.6-liter 6 cilinder-boxermotor met 258 pk.
In Nederland is de Tribeca van 2006 tot en met 2010 geleverd. De importeur heeft in die jaren ten minste 130 exemplaren van de B9 en ten minste 8 exemplaren van de gerestylede Tribeca op Nederlands kenteken gezet.
In oktober 2013 maakte Subaru bekend te stoppen met de productie in januari 2014 en dat er aan een opvolger wordt gewerkt. Dat werd de Subaru Ascent, die in 2018 op de Noord-Amerikaanse markt werd gebracht, maar anders dan de Tribeca niet officieel in Nederland is geleverd.

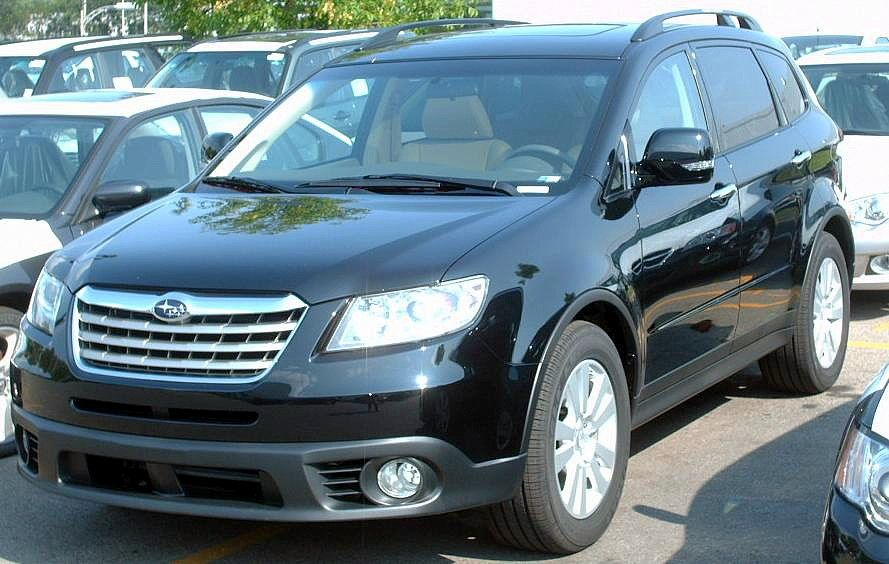
Subaru Tribeca 2008

In productie:
Impreza ·
WRX STi ·
XV · 
Forester ·
Levorg ·
Legacy ·
Outback ·
BRZ

Niet meer geproduceerd:
360 · 
Sambar · 
R-2 · 
Rex (Mini Jumbo) ·
Vivio ·
Exiga ·
Justy/G3X Justy ·
1000 ·
Traviq ·
Baja ·
E-wagon (Libero) · 
1500 ·
Leone · 
Trezia · 
XT · 
SVX ·
Tribeca

Conceptauto's:
Viziv ·
B5-TPH ·
Hybrid Tourer ·
B11S
Acura · Daihatsu · Honda · Infiniti · Lexus · Mazda · Mitsubishi · Mitsuoka · Nissan · Scion · Subaru · Suzuki · Toyota